# マルティン・ニーメラー

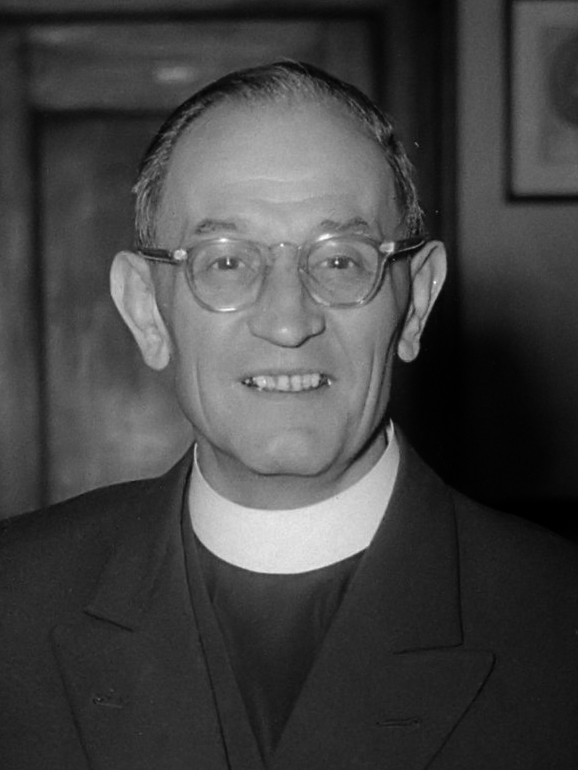
マルティン・ニーメラー（1952年）

フリードリヒ・グスタフ・エミール・マルティン・ニーメラー（Friedrich Gustav Emil Martin Niemöller, 1892年1月14日 - 1984年3月6日）は、ドイツの神学者、海軍軍人。福音主義神学者であり、古プロイセン合同福音主義教会、ヘッセン＝ナッサウ福音主義教会（ルター派）の牧師であった。反ナチ運動家として知られ、『彼らが最初共産主義者を攻撃したとき』（Als die Nazis die Kommunisten holten）は彼の言葉に由来する。マルチン・ニーメラーとも表記。

## 生涯

### 出自

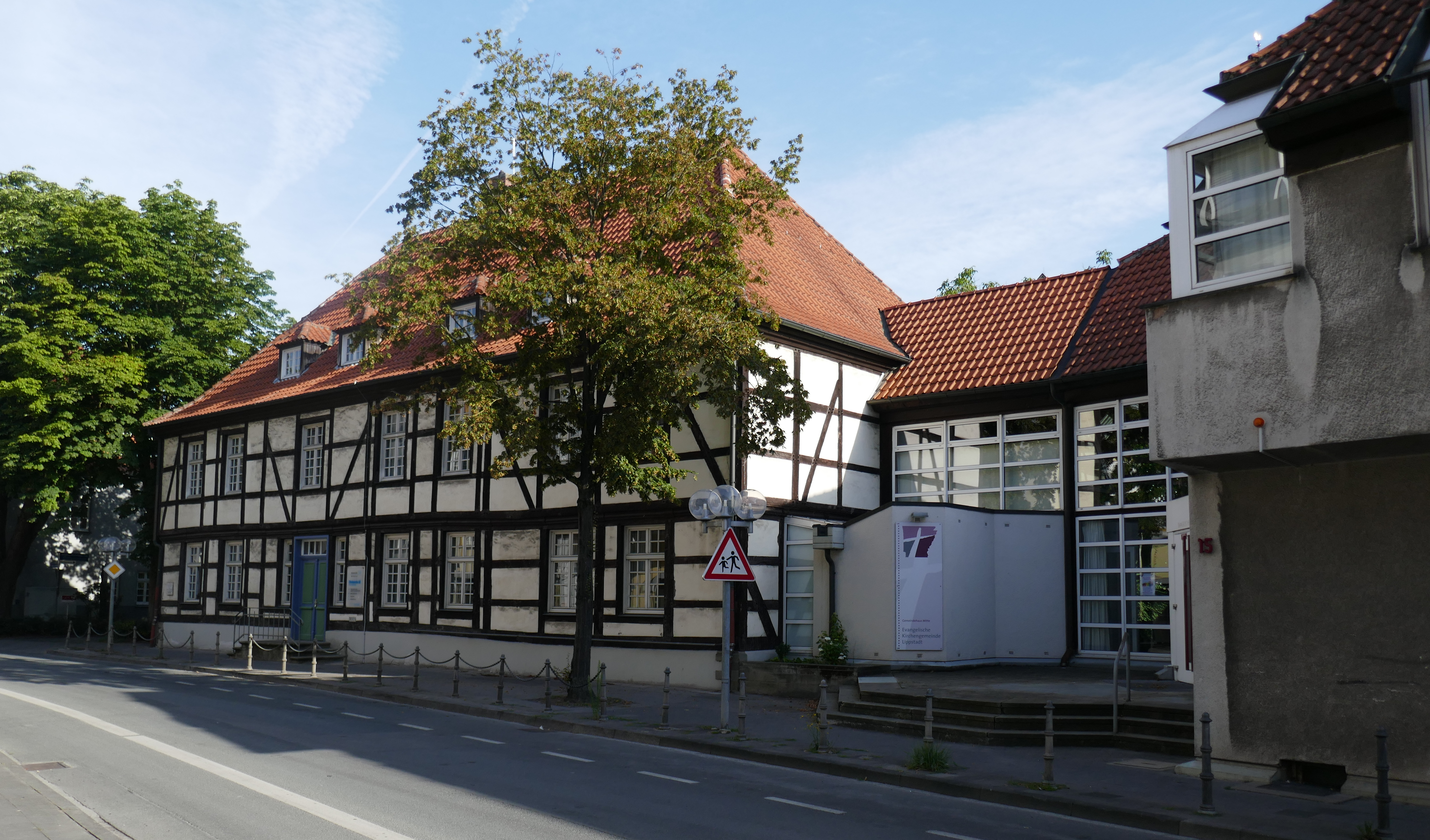
リップシュタット市の生家

現ノルトライン＝ヴェストファーレン州のリップシュタット出身。ニーメラーの父ハインリヒ・ニーメラー (1859年 – 1941年) はルター派教会牧師、母はパウラ (1868年 – 1956年) 、弟にはビーレフェルトの福音主義教会牧師で歴史神学者になったヴィルヘルム・ニーメラー (1898年 – 1983年) がいた。新約聖書学者 ルドルフ・ブルトマンを批判する大衆的信仰運動を起こしたルター保守派のルードルフ・バウマー牧師 (1912年 – 1993年) はニーメラーの従弟であった。1900年、ニーメラー家はリップシュタットからエルバーフェルト (現在のヴッパータール) に転居した。1910年、マルティン・ニーメラーのこの地にある福音主義ギムナジウムに進学しアビトゥーアに合格した。

### ドイツ帝国海軍士官時代

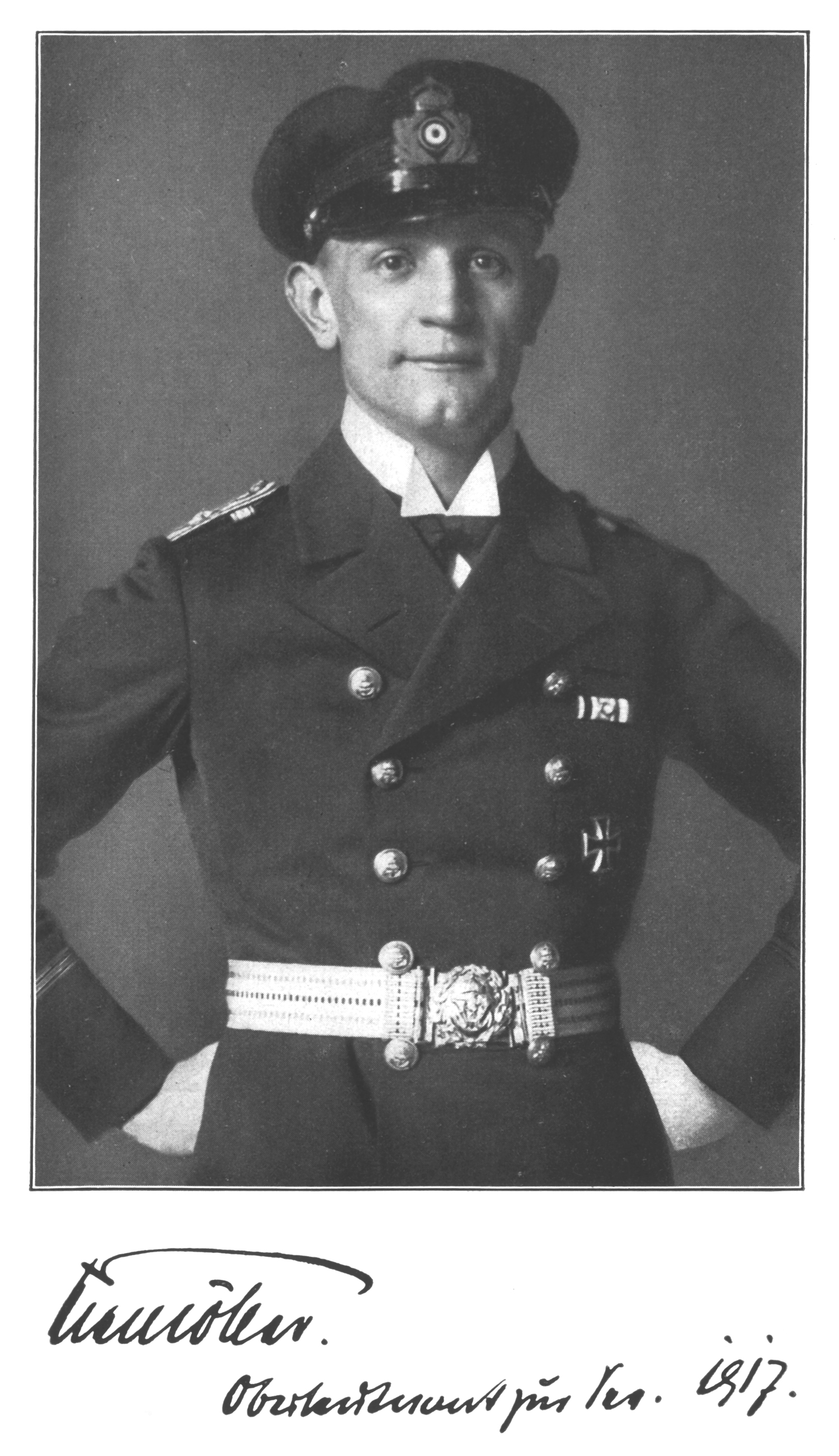
ドイツ海軍士官としてのニーメラー

アビトゥーア合格後、マルティン・ニーメラーはドイツ帝国海軍士官を目指しフレンスブルク・ミュルヴィックの海軍士官学校に入る。見習士官として、防護巡洋艦として建造された練習艦「ヘルタ」に配属された。1912年3月に海軍士官試験に合格した後、士官としての訓練を続けた。同年9月、ヘルゴラント級戦艦「テューリンゲン」に配属された。
1915年から潜水艦隊に配属される。同年、10月Uボート支援艦「バルカン」に哨戒士官 (de:Wachoffizier) として着任する。その後Uボート乗り組み士官としての訓練をU3型潜水艦で受けた。1916年 2月、次席哨戒士官として U 73に乗り組んだ。1916年4月にはU 73で地中海に向かった。マケドニア(サロニカ)戦線支援とオトラント海峡封鎖に対抗するためであった。1916年12月からはエジプトの地中海沿岸都市ポートサイド沖で機雷を敷設し、通商破壊活動に従事した。1917年1月から哨戒士官として、ヴァルター・フォルストマン大尉が艦長を務める U 39に勤務した。同時期、この艦には後に海軍総司令官になったカール・デーニッツ中尉も勤務していた。哨戒終了後、この艦はキール軍港に帰投し、ニーメラーには一級鉄十字章が授与された。
1917年8月から大型の U 151に先任哨戒士官として勤務した。U 151はジブラルタル海峡、ビスケー湾等で数多くの商船を攻撃し沈めた。同年11月、U 151はフランス領西アフリカのダカール港封鎖作戦に加わった。その時、後にノーベル賞を受賞するアルベルト・シュヴァイツァーがヨーロッパに向かう船にいたが、U 151によって港が封鎖され出航が阻止された。1958年になって、この出来事をアルベルト・シュヴァイツァーが手紙でマルティン・ニーメラーに伝えた。それに対して、ニーメラーはU 151でダカール海上封鎖に加わっていたことを認めた。
1918年5月、ニーメラーは小型UボートU67の艦長になった。同年7月、U67は南フランス沿岸での機雷敷設と海上封鎖を命じられた。しかし、敵艦船からの砲撃と航空機の攻撃を受け大きな損傷を受け基地に戻った。修理を終えた後、マルセイユ港外に機雷を敷設し、3隻の商船計7万トンを沈めた。1919年1月にキール軍港に帰投し、Uボート艦長としての任務を終えた。ニーメラーは共和国政府を受け入れず、ヴァイマル共和国海軍には入らなかった。退役後、ミュンスター大学福音主義神学部に入学し、父と同じ牧師の道を目指した。
1920年3月、ドイツ共産党 (KPD)を中心とする左派勢力によるルール蜂起が発生した。これに対して民間右翼の準軍事組織ドイツ義勇軍 (フライコーア)が結成されたが、ニーメラーは右派系退役軍人としてドイツ義勇軍ミュンスター学生大隊の指揮官として左翼勢力に対する弾圧に加わった。

### ヴァイマル共和国時代における修学と牧師職就任
1919年4月20日、ニーメラーはエルザ・ブレーマー(1890年7月20日 – 1961年4月20日、デンマークでの交通事故で死亡)と結婚した。その年の5月から10月まで、ニーメラーは農民として生計を立てようとして、オスナブリュックの西約 8 kmのヴェスターカペルンにある農場で働いた。しかしながら、その農場での働きでは生計を立てるには無理があったので、福音主義神学をミュンスター大学で学ぼうと決心したのである。この時期、ニーメラーはさまざまな極右系組織に積極的に関与した。神学へのモチベーションこそが、彼の向学心の中心であって、キリスト教の使信に意義を見出し、教会の様々な仕組みによって秩序を回復することを望んだのである。ミュンスターの地において牧師補の職務に尽くした。
1920年、ニーメラーの住んでいたヴェストファーレン地方で、ルール蜂起と呼ばれる左翼勢力による大規模な暴動が発生した。この蜂起の鎮圧に際して、ニーメラーはドイツ義勇軍ミュンスター学生大隊の指揮官としてルール赤軍弾圧に加わった 。神学部学生としてドイツ国家人民党の学生組織に加入し、1年間であるが党学生組織のトップを務めていた。1920年の夏には民族主義団体ドイツ民族防衛同盟に加入していた。ニーメラーは ヴェストファーレン福音主義教会の第1次神学試験を1923年に受けた後、ミュンスターで牧師補になった。

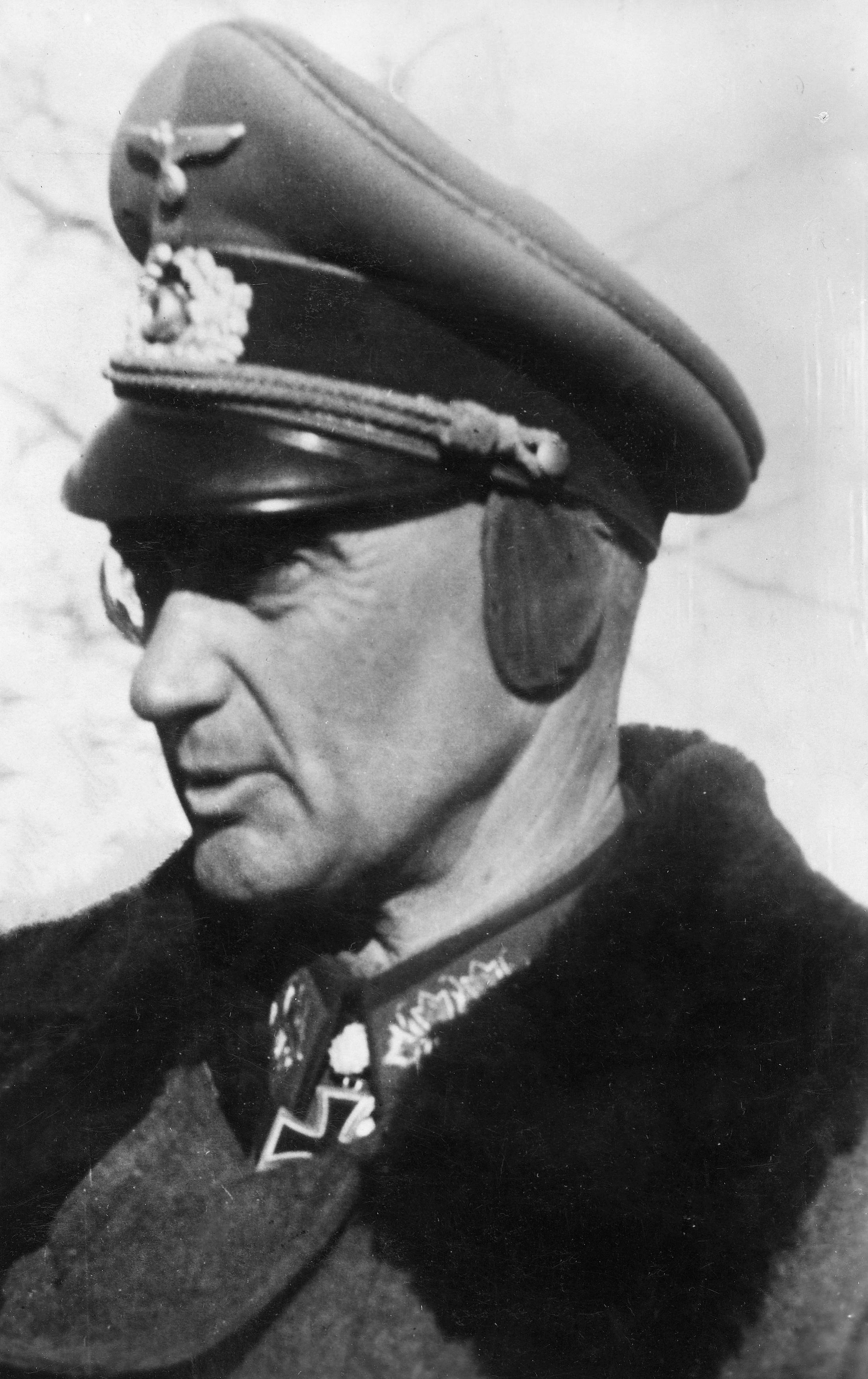
モーデル元帥

この地の福音主義教会で奉職していた1923年、ニーメラーはミュンスター駐屯の陸軍連隊中隊長だったヴァルター・モーデル (後のドイツ国防軍元帥)と知り合った。ニーメラーはモーデルの3人の子供に洗礼を授けた。当時、ニーメラーとモーデルは多くの点で意見が一致した。
1924年以降の各種選挙に際して、ニーメラーはナチス (NSDAP) に投票していた。
1924年に、ニーメラーはヴェストファーレン地区における内国伝道（福祉事業）の責任者になった。1927年、内国伝道に関する貸付金融公庫を創設した。
1931年、ベルリンの高級住宅地にあるダーレム福音主義教会共同体の第3牧師に招聘された。1932年、聖アンネン教会を担当する第3牧師として任職された。ニーメラーの牧師就任式はダーレム福音主義教会共同体のもう一つのイエス＝キリスト＝教会でおこなわれた。
1932年、ニーメラーは牧師として、モーデルは陸軍少佐としてベルリンで再会した。ニーメラーはモーデル少佐の私邸に牧師として歓待された。福音主義教会信徒として、積極的に礼拝にも出席する信仰者でもあったモーデルは、頻繁にニーメラーと議論した。モーデルは政治的にはナチスの支持者であったが、教会内の親ナチス勢力であった「ドイツ的キリスト者」には近づかなかった。

### 教会闘争1933–1937年

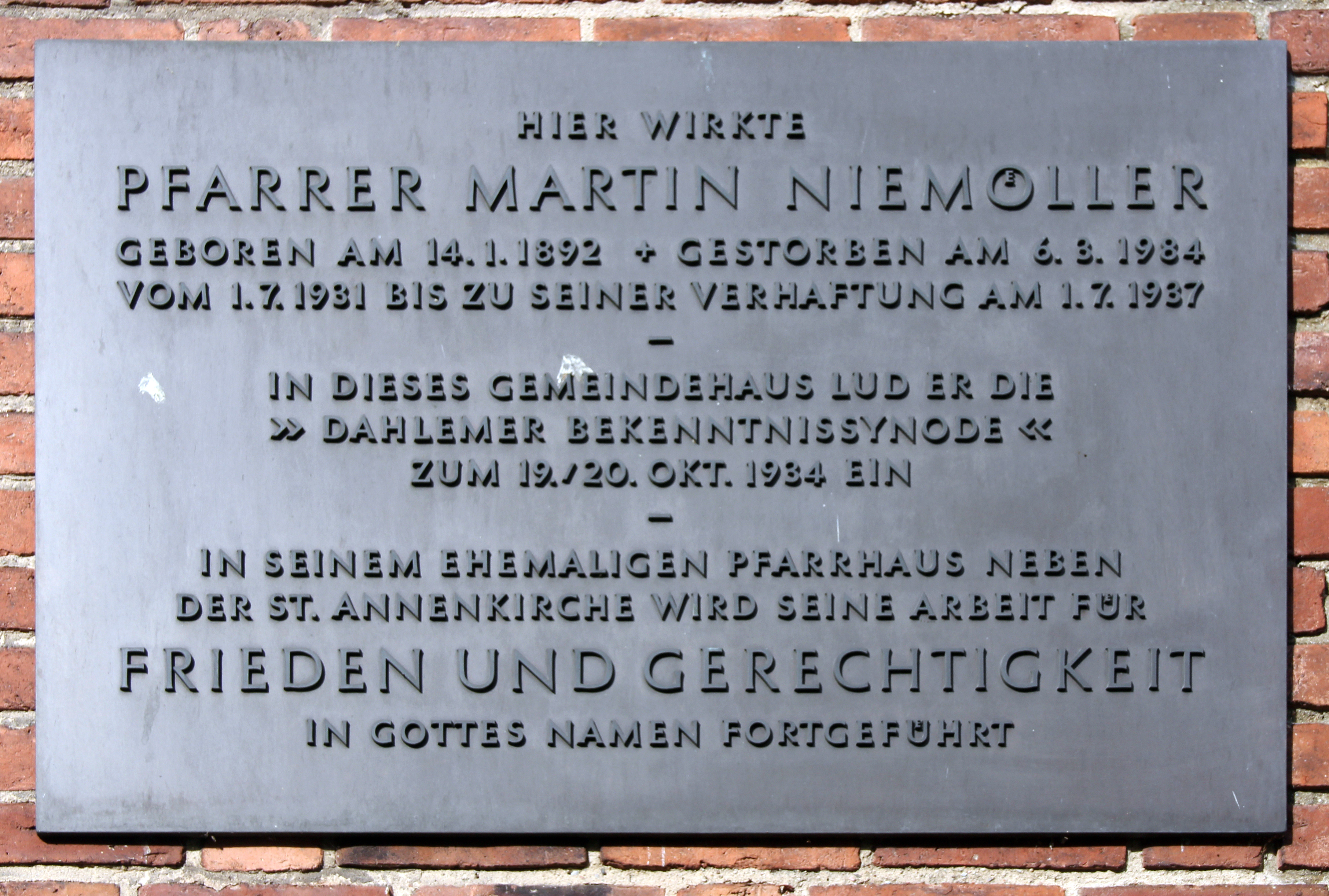
イエス＝キリスト＝教会 (ダーレム)にある1934年10月第2回告白教会総会開催記念銘板

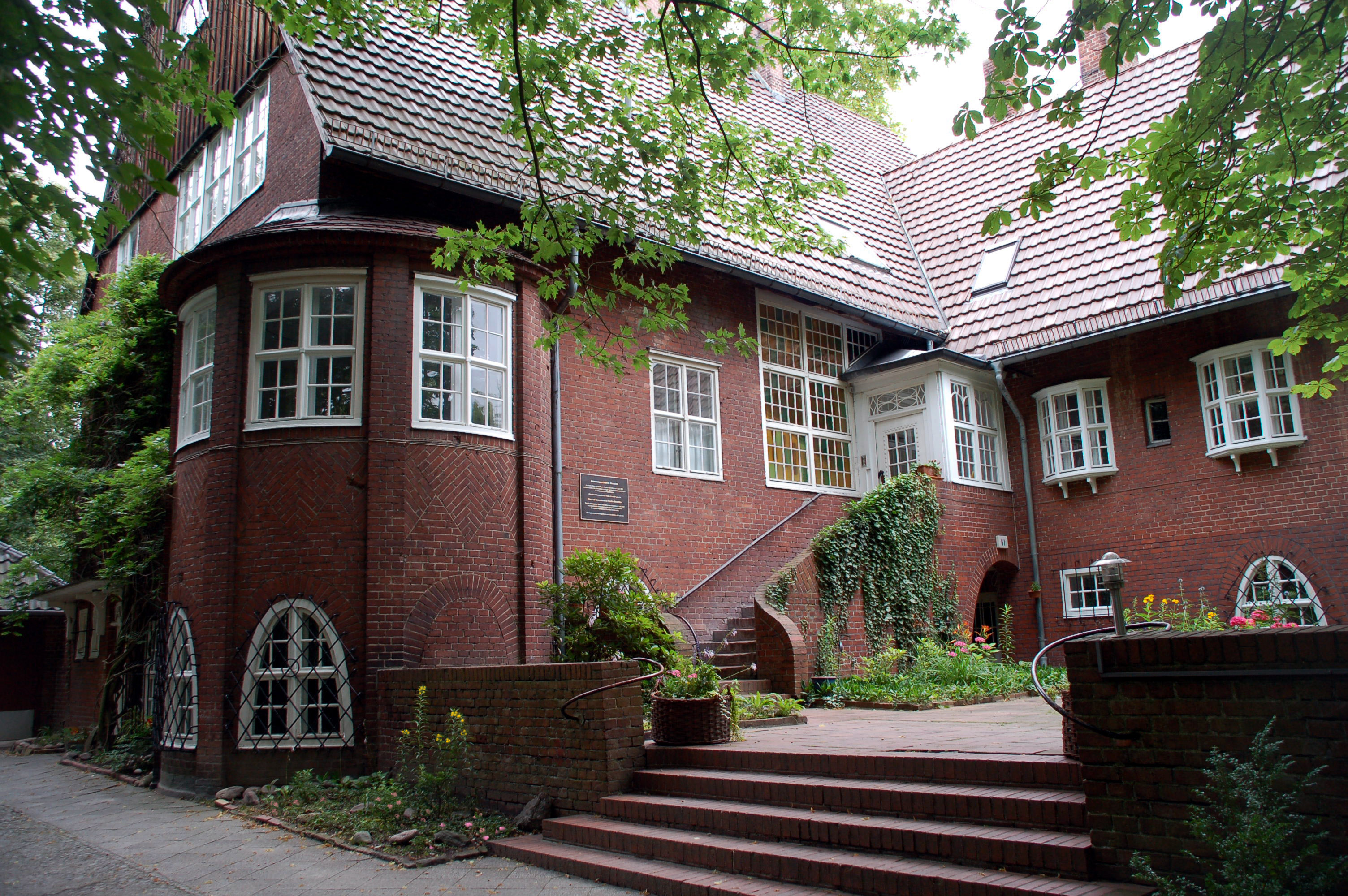
マルティン・ニーメラーが住んでいたベルリンの牧師館

まもなく、教会内のナチス支持勢力であったドイツ的キリスト者との対立が生じた。 1924年以降、ニーメラーは ナチス党に投票し、1933年のヒトラー内閣成立も歓迎した。 1934年4月28日、スイスにいた神学者ディートリヒ・ボンヘッファーはニーメラーの政治姿勢を批判する書簡を明らかにした。
ドイツのキリスト教会に何が起きているのか、あなたも私のように理解できるはずです。国家社会主義はドイツのキリスト教会を徹底して破壊するでしょう。この明白な事実に直面していることを疑う余地はありません。ニーメラー牧師のような夢想家的、愚直な人物ならば、国家社会主義を今でも信じることできるのでしょう。
しかしながら、この書簡にある勧告を信仰告白と政治的発言の混同であると見なして、ニーメラーは強い調子で退けた。1933年5月に青年宗教改革運動の創立者グループの一員になって、フリードリヒ・フォン・ボーデルシュヴィングの側についた。
1933年4月7日、「職業官吏再建法」が制定され、いわゆるアーリア条項が導入された後になって、多くの福音主義州教会において、それに反対する組織である牧師緊急同盟が設立された。1933年9月の段階で、全国レベルの組織としての牧師緊急同盟の設立をニーメラーは呼びかけた。その組織には全ドイツ3分の1の牧師が加わった。彼の重要な課題は抗議する段階から、救援組織の設立、ならびに対抗措置の実施になっていた。なお、アーリア条項は1935年のニュルンベルク法で修正された。
牧師緊急同盟の指導者であったが、ニーメラーはドイツ的キリスト者との妥協を試みていた。しかしながら、教会へのアーリア条項導入に関して紛糾した。ユダヤ人牧師が高位聖職者の地位に就かないことによって、教会でのアーリア条項の適用除外措置をニーメラーは望んでいた。
牧師緊急同盟とその周辺グループが反ナチス運動組織告白教会のさきがけになったのである。告白教会は1934年5月29日から31日にバルメンで第1回全国告白会議を開催し設立された。ここで、スイス人でもある改革派教会の福音主義神学者カール・バルトが中心となって起草したバルメン宣言が発表された。この信仰告白文書によって告白教会の神学的基盤は形成された。
バルメン宣言がルター派教会のアウクスブルク信仰告白から離れてしまっていると見なすルター派教会の指導者たちがいたため、バルメン宣言を信仰告白と見なすことに反対する神学的論議がルター派教会内部に生じていた。バルメン宣言を信仰告白文書扱いにしない一部のルター派を、牧師緊急同盟側は民族と聖書を並べる創造の秩序概念やドイツ的キリスト者の創造神学と同様なものと見なした。神学者カール・バルトはディートリヒ・ボンヘッファーへの書簡において、バルメン宣言を明白に信仰告白であると示していた。

„しかしながら、官吏と牧師に関しての処分は我慢のならないことであり、バルメン宣言は信仰告白そのものであることが私の見解である“

その際、ドイツ的キリスト者との違いを明確にすることや、1934年5月1日でのバルメン、1934年10月での ベルリン・ダーレムでの告白教会総会での決議が重要であったからである。ニーメラーは告白教会の創立者の一人となりドイツにおける福音主義教会のナチ化に強く反対するようになった。
そうであっても、ニーメラーは根本においては、国家主義的な保守派として物事を考えていた。1934年に出版した自伝『Uボートから講壇』に、この内実を彼自身が記述していた。それでも、彼は増える一方の違法行為に直面した。1934年1月、ニーメラーを含む教会指導者たちがベルリンの総統官邸でヒトラーと面談した。ニーメラーにとって、この時がヒトラーとの最初の対面であった。ドイツ国家に敵対する闘いを繰り広げている告白教会に対して、じっくりと構えていたヒトラーに対して、ニーメラーは宣教の自由と純粋さこそが大切であると伝えようと試みた。その試みは第3帝国を憂えたニーメラーの政治的責任から来たものであったが、説得できず徒労に終わってしまった。
ニーメラーの発言や礼拝説教はますます野党的なものになった。最終的には、ニーメラーは告白教会内においてラディカルな路線を選んだ。彼は古プロイセン合同福音主義教会の告白教会評議員会に属し、この組織こそが真の教会指導部であると見なしていた。異端になってしまった者たちは、教会指導部を構成する資格がないと見なしたからである。異端者たちをニーメラーはドイツの臣民と見なさなかった。それに反して、多くの教会関係者は教会担当省大臣ハンス・ケルルによって設立された帝国教会指導委員会に加わってしまった。ナチス政府にお膳立てされたこの官製組織に入らなかったのは、ニーメラーの属する古プロイセン合同福音主義教会の告白教会評議員会とテューリンゲン州を中心とするドイツ的キリスト者内の過激派だけであった。
不正義を憎み、国家の教会政策に抵抗したニーメラーは常に国家社会主義者たちを恐れなかった。ナチ党のイデオローグであったアルフレート・ローゼンベルクによる教会攻撃に対処するために、ニーメラーは数百人の牧師たちと共に行動した。
この時代に生きていた多くの保守主義者たちと同じように、ユダヤ人を詐欺師と見るような反ユダヤ主義的傾向をニーメラーは持っていた。

„我々は永遠なユダヤ人という者たちを語り、故郷を持たずに不安定で落ち着かない彷徨する人々を見ている。才能に恵まれたこの民族を見ると、この世に幸福をもたらすために、彼らは思想を次々と産み出していた。しかしながら、これが始まったと思っても、毒に変わってしまうのである。それが繰り返された時、蔑視され憎悪される。これまで騙された世界が今、欺瞞的行為に気づき、独自の手法で報復を加えている。それは工夫された手法でおこなうのである。なぜなら、我々には特権が与えられていないからである。我々に許されているのは溜まった憎しみに手を加えることである“

### 強制収容所への収容 1938–1945年

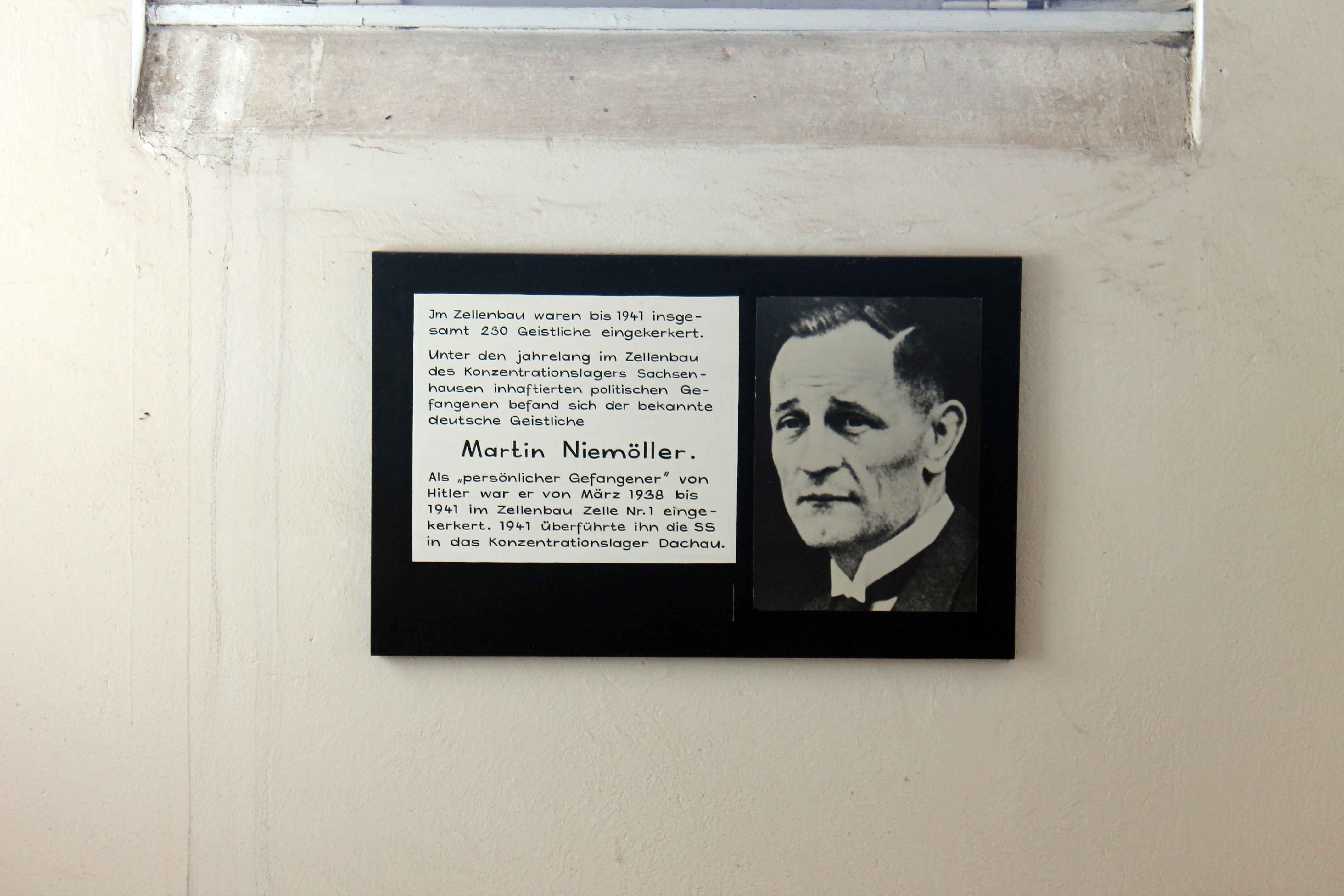
ザクセンハウゼン強制収容所独房前にあるニーメラーに関する掲示

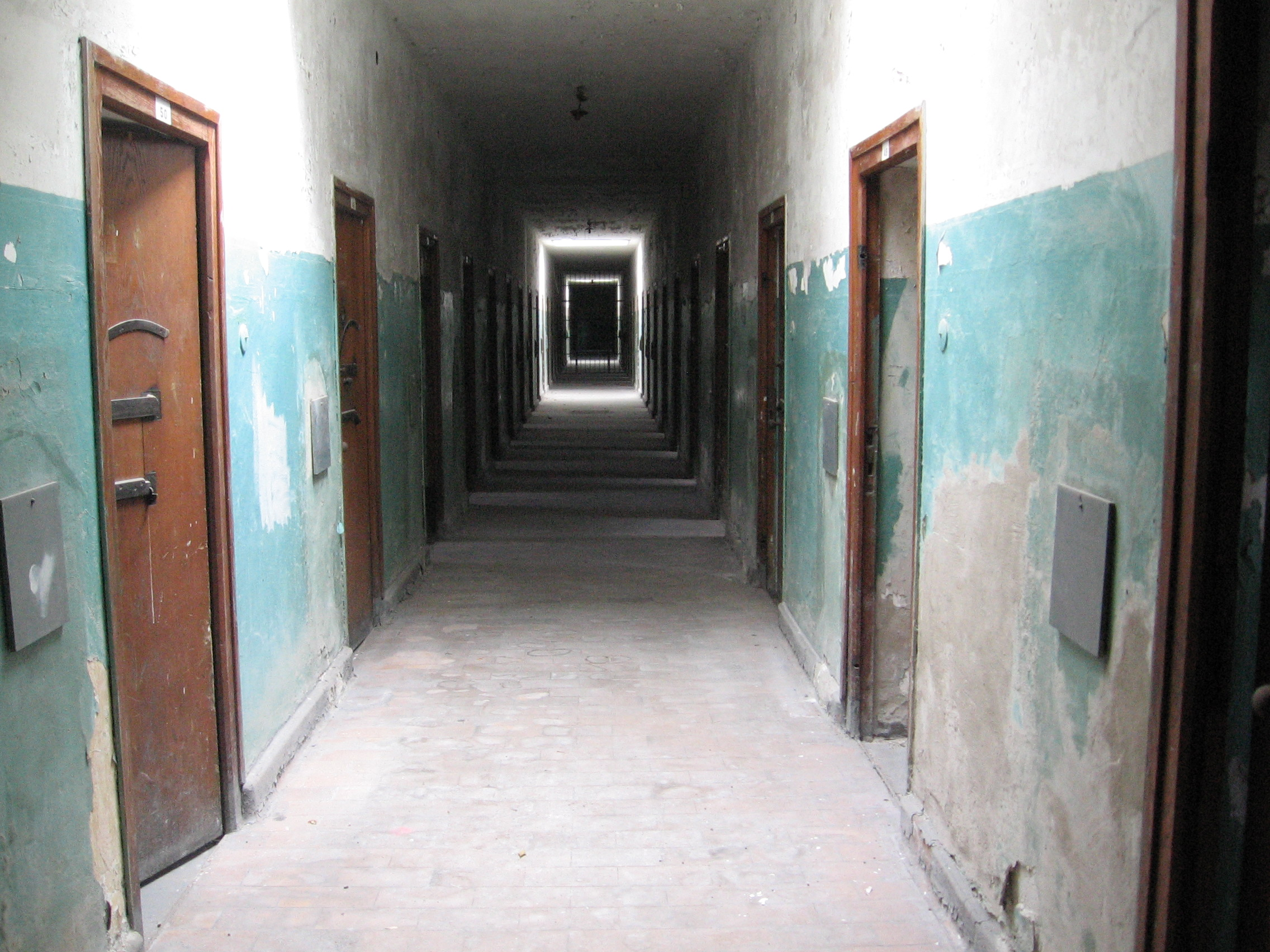
ニーメラーと3人のカトリック教会聖職者が収容されていたダッハウ強制収容所内特別区画

1937年7月1日、ニーメラーは逮捕された。この時点から、ニーメラー牧師に対して訴訟手続きが開始された。ナチス国家において、すべての告白教会に犯罪行為を伝えるために、国内外における反国家的行為によってニーメラーに有罪判決を下す必要があった。しかしながら、ニーメラーの逮捕・拘束は国内外に抗議の波を広げた。彼の牧会するベルリン・ダーレムの聖アンネン教会では毎晩、全ての拘束者たちを対象にしたとりなしのための祈祷礼拝が開かれた。1938年2月7日、ベルリン・モアビットにあった特別法廷での審理が開始された。同年3月2日、マルティン・ニーメラーに禁固7か月という判決が下された。しかしながら、未決拘禁期間を通算することによって、ニーメラーの釈放が裁判所より宣告された 。
彼の弁護団には著名なハンス・コッホ弁護士が含まれていた。しかし、ニーメラーは釈放されなかった。ニーメラーはアドルフ・ヒトラー個人の命令による囚人として、ゲシュタポによって再度拘束され、ザクセンハウゼン強制収容所に連行された。英国国教会のベル主教はニーメラーの状況をマスコミに知らせることによって、最終的に計画されていたという彼の処刑を回避させようとした。ニーメラーの子供たちは父が強制収容所に拘置されている間、ウッカーマルク郡にあるヴィルヘルム・フォン・アルニム＝リュッツォウ男爵の領地で暮らした。ニーメラー家とウッカーマルク郡との結びつきは、第1次世界大戦後にウッカーマルク郡の教会共同体に説教と講演のためにニーメラーが頻繁に訪問していたからであった。
2年以上に及んだザクセンハウゼン強制収容所での単独拘禁によって、ニーメラーはローマ・カトリック教会に帰依することを考えた。福音主義教会が1939年になってニーメラーを休職させようとしたため、起きたことであった。カトリックへの改宗は休職させようとする彼の属する教会への憤懣よりも、単独拘禁による孤立状況における複合的問題から生じていた。ニーメラーにとってカトリックの敬虔な信仰に魅力があり、教会攻撃によって教派対立の弱体化が生じていた結果であった。最終的には、神学関係者の支援を受けたエルザ・ニーメラー夫人による働きかけもあり、カトリックへの改宗は行われなかった。
1939年の開戦に際して、Uボート艦長として最前線で戦った第1次世界大戦当時と同様に最前線で従軍したいとする請願書を、ニーメラーはヒトラーに提出した。しかし、ヒトラーはニーメラーの従軍志願を拒絶した 。ニーメラーが開戦後すぐに従軍志願した背景に、最初から宗教的な反ナチ運動による動機づけが存在していた。ニーメラーには祖国ドイツのために戦うというルター派的エートスもあったとされている。

1941年、ニーメラーはミュンヘン近郊のダッハウ強制収容所に移送された。その収容所にはドイツ、オーストリアから様々なキリスト教教派の聖職者たちが集められていた。加えて、ドイツ軍が進駐していた隣国とりわけ、ポーランド出身の多くの拘束者たちも収容されていた。ダッハウ強制収容所において、ニーメラーは聖職者用の収容区画ではなく、特別拘禁者区画に収容された。そこにはニーメラーと3人の著名なカトリック教会聖職者たちが収容されていた。その3人とはヨハネス・ノイホイスラー、カール・クンケル、ミヒャエル・ヘックであり、ニーメラーは彼らと接触を持った。ニーメラーたちには少しばかりの優遇措置が与えられた。食事は他の収容者よりも優遇され、個室部屋のドアは鎖錠されなかった。その結果、どの時間であっても相互訪問が出来、新鮮な外気に触れるために、時折であったが戸外に出ることも可能だった。
強制収容所に拘束されていた間、ニーメラーは神学に関して新たな展開を遂げた。それまでのニーメラーは教会の働きとして民族への奉仕を強調していたが、イエス・キリストの十字架刑において、すべての諸民族を対象にした出来事が生じたと理解した。何よりも教会は国境、人種、イデオロギー対立の克服に従事しなければならないと認識した。その上、ナチ党の権力掌握に際してドイツの諸教会にも連帯責任があると認める必要があるとした。
1945年になって、ニーメラーは他の特別拘禁者たちと一緒に、イタリア、南ティロルのニーダードルフに移送された。同年4月30日、ニーメラーたちはドイツ国防軍ブヒャルト・フォン・アルフェンスレーベン大尉の命令によって、移送を担当していたナチス親衛隊SSから釈放された。しかしながら、すぐにドイツに帰国することは許されず、ニーメラーは帰国のためハンガーストライキを実行した。1945年6月19日まで、イタリアに駐留していたアメリカ軍の施設に留め置かれた。

## 第2次世界大戦後のニーメラー

### ドイツの戦後
ニーメラーのナチスへの果敢な抵抗によって、民主主義的信念の代表、平和主義の旗手、ナチズムへの敵対者としてニーメラーを安易に見なすべきではない。この3つの点において、当時の彼はむしろ隔たっていた。ニーメラーに刻まれていたドイツ・ナショナリズムは彼の自伝『Uボートより講壇へ』で明白になっていた。

„ドイツの諸教会内における反ナチ勢力の全てが真の意味での民主主義的だったとは語ることはできず、今日の民主主義的プログラムと協働して賢明な形で遂行する意思を持っていると見なしてはいけない“

ドイツがロシアの支配下に入ることを防ぐために、アメリカの軍事的関与を欧州で強めるべきだと、1945年にニーメラーがインタビューで語っていた。とりわけ、宗派学校の再導入に賛成し、政教分離には否定的対応をした。
西ドイツ駐留アメリカ軍のクレイ将軍はニーメラーについて、ワシントンに以下のように報告していた。

„反ナチスというニーメラーの立場は彼の行動によって完璧に示されているが、かつてのドイツ帝国の軍事的・国家主義的企てをナチスと同様に心から拒絶していると見なすのは、まだ時期尚早である“

クレイ将軍の書簡以外でも、ニーメラーは占領国による越権行為を厳しく批判した。ドイツ再建の有力案とされたモーゲンソー・プランを、ニーメラーはドイツ民族を根絶やしにする計画であると見なした。ニュルンベルク裁判の前途を憂えて、そこを公の良心から遮られた場所であるとした。法廷に並ばされたドイツ軍将校たちに情け容赦なく振舞っている戦勝国の人間たちを見て、7月20日事件の反ナチス将校に対するヒトラーによる処分をニーメラーは思い起こしていた。ドイツ住民に向けた絨毯爆撃と旧ドイツ東部領土でのドイツ人追放が、ニーメラーを戦勝国に対して批判的にさせた。戦争が終わっても、悲惨な状況を生々しく思い起こすことは容易であった。その上、分割占領されているドイツの現実を理解しなければならなかった。

### 福音主義教会の再建
ニーメラー帰国後の戦後ドイツにおいて、オットー・ディベリウスがベルリンにおける教会指導部を率いることになった。1945年8月、ニーメラーはドイツ福音主義教会  (EKD) 常議員会の一員になり、1947年10月にヘッセン＝ナッサウ福音主義教会  (EKHN) の教会議長に選出され、1948年に1955年まで在外ドイツ人の福音主義教会を管轄するドイツ福音主義教会外務局長でもあったが、それらの職は彼にとって本当の意味でふさわしいポストではなかった。伝統的な州教会監督というポストに満足し、誇りに思っていたオットー・ディベリウスとは違って、ニーメラーは州教会制度自体の徹底した改革を考えていた。そこにおいて、ニーメラーはヘルフート兄弟団の伝統に学ぼうとした。教会は地域にある教会共同体によって形成される必要があり、地域の伝統と教派対立は将来的にはもはや意味を持たなくなると、ニーメラーは見なしていた。

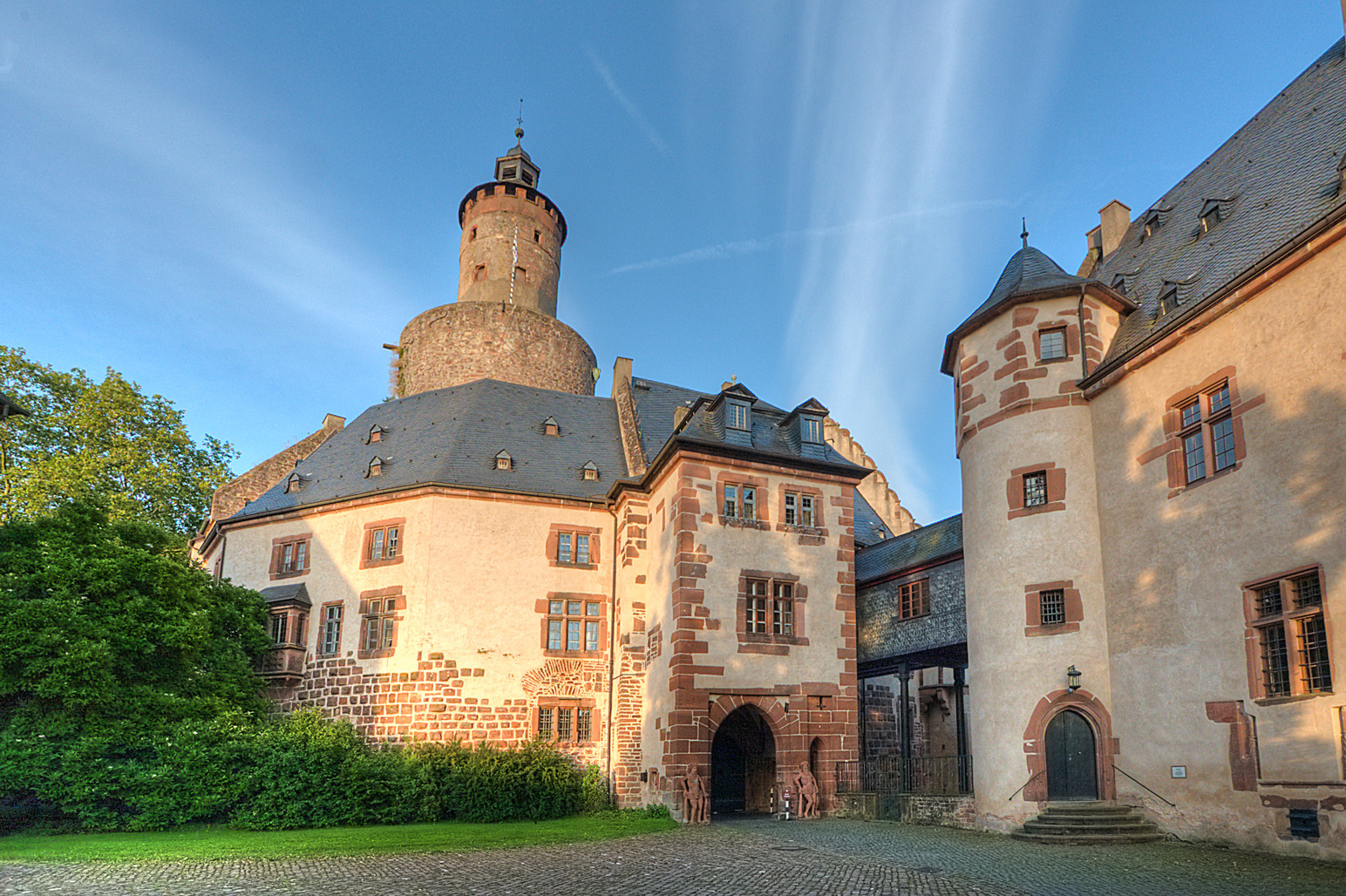
ビューディンゲン城

ヘッセン州のビューディンゲンにある告白教会はイーゼンブルク＝ビューディンゲン侯爵家によって守られていた。とりわけ、侯爵夫人マリーの庇護を受けていた。　1935年にイーゼンブルク＝ビューディンゲン家のオットー・フリードリヒとフェリキタスが結婚し、ビューディンゲン城を居城としていた。1945年11月、ニーメラーはそのビューディンゲン城に客人として迎えられ、ヘッセン＝ナッサウ福音主義教会(EKHN)議長に就任する1947年10月まで住んだ。1946年春から、ニーメラーはヘッセン＝ナッサウ福音主義教会の統合・再編に関わっていた。1947年10月、ニーメラーはヘッセン＝ナッサウ福音主義教会の議長(他の州教会での監督に相当)に招聘され、1964年までその職に在った。2010年までヘッセン＝ナッサウ州教会議長と教会総会議長は共存し、合議制が厳密な形態で守られていた。この州教会では教会兄弟団のコンセプトが上手く機能していた。2010年以降のヘッセン＝ナッサウ州教会は州教会議長が教会総会議長を兼ねる組織形態に変わっている。
ニーメラーが作成に協力することで、「シュトゥットガルト罪責告白」がヘッセン＝ナッサウの州教会において歴史的重要性を持つことになり、その地の教会共同体や牧師たちの前に置かれることになった。世界教会協議会 (WCC) 初代総主事のウィレム・A・ヴィザートゥフーフトは彼の自伝において、ドイツ福音主義教会による1945年における罪責告白の発表に関して以下のように指摘した。

„エキュメニカルな結びつきが元に戻るためにはどうすればいいのだろうか？ドイツ側は明確な言葉を見出しているので、新たな連帯を妨げる障害は除去されなければならない。ニーメラーはエレミヤ書14章7－11節にある「主よ、我々の罪を重ねました。あなたの御名故にどうか助けてください」という聖句から、力強いメッセージを見出したのである。「ナチスに罪を負わせるだけでは不十分であり、教会も罪を認めなければならない」とニーメラーは語った“

これによって、ドイツの福音主義教会において、エキュメニズムへと向かう道が再度開かれたのである。世界教会協議会 (WCC) の総会に、ニーメラーは1948年から1975年まで出席した。ニーメラーは1961年から1968年まで世界教会協議会 (WCC) の議長団の一員だった。
戦前にナチ党員の福音主義神学者として活動し、戦後になって罪に問われたマテウス・ジーグラー（1911年 - 1992年）を、ニーメラーはヘッセン＝ナッサウ福音主義教会(EKHN)の牧師として復帰させていた。2007年以降になって、ジーグラーの牧師復帰に関する嫌疑が広く議論されるようになった。

### 平和主義活動家としてのニーメラー

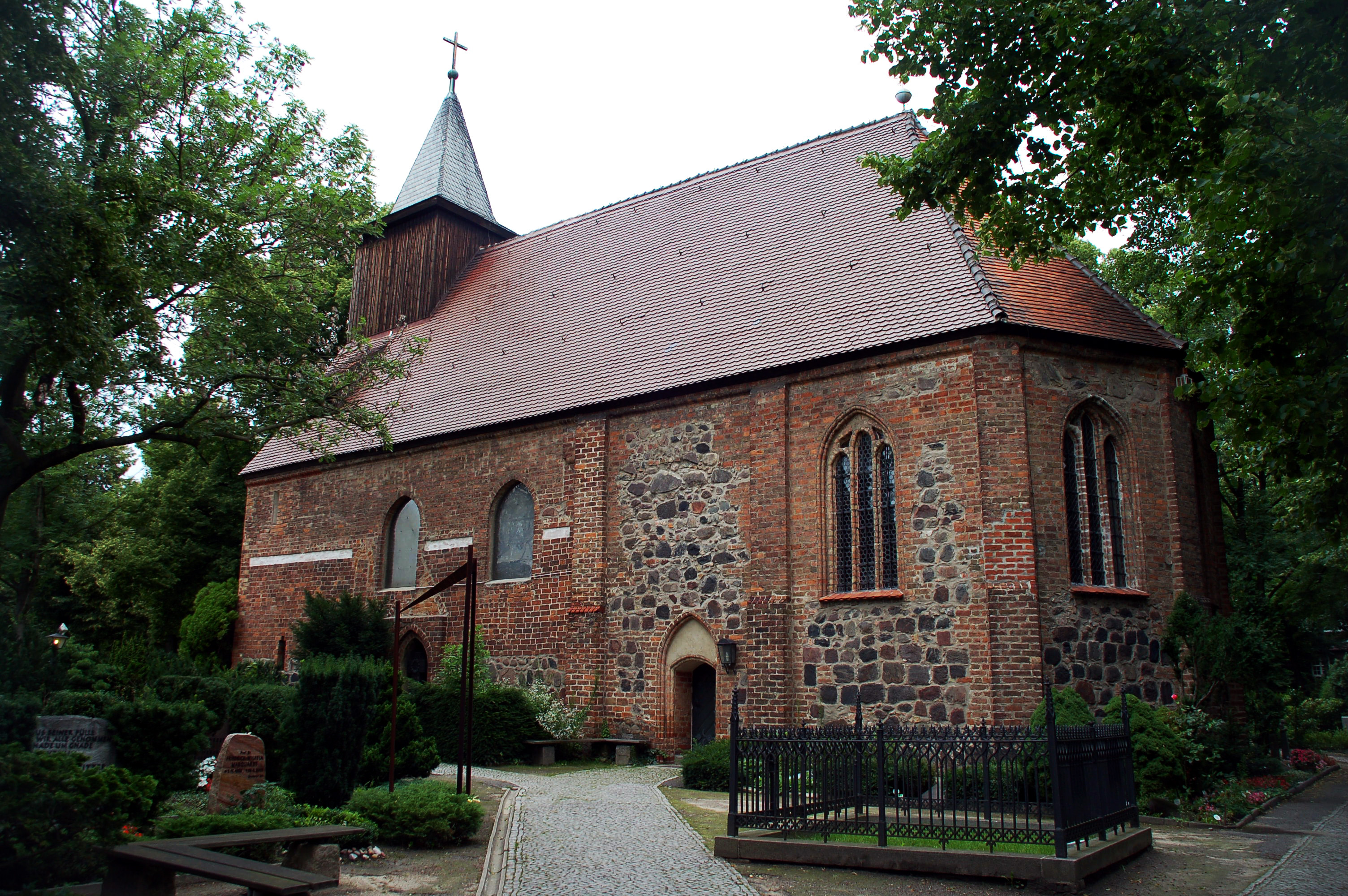
聖アンネン教会 (ダーレム)

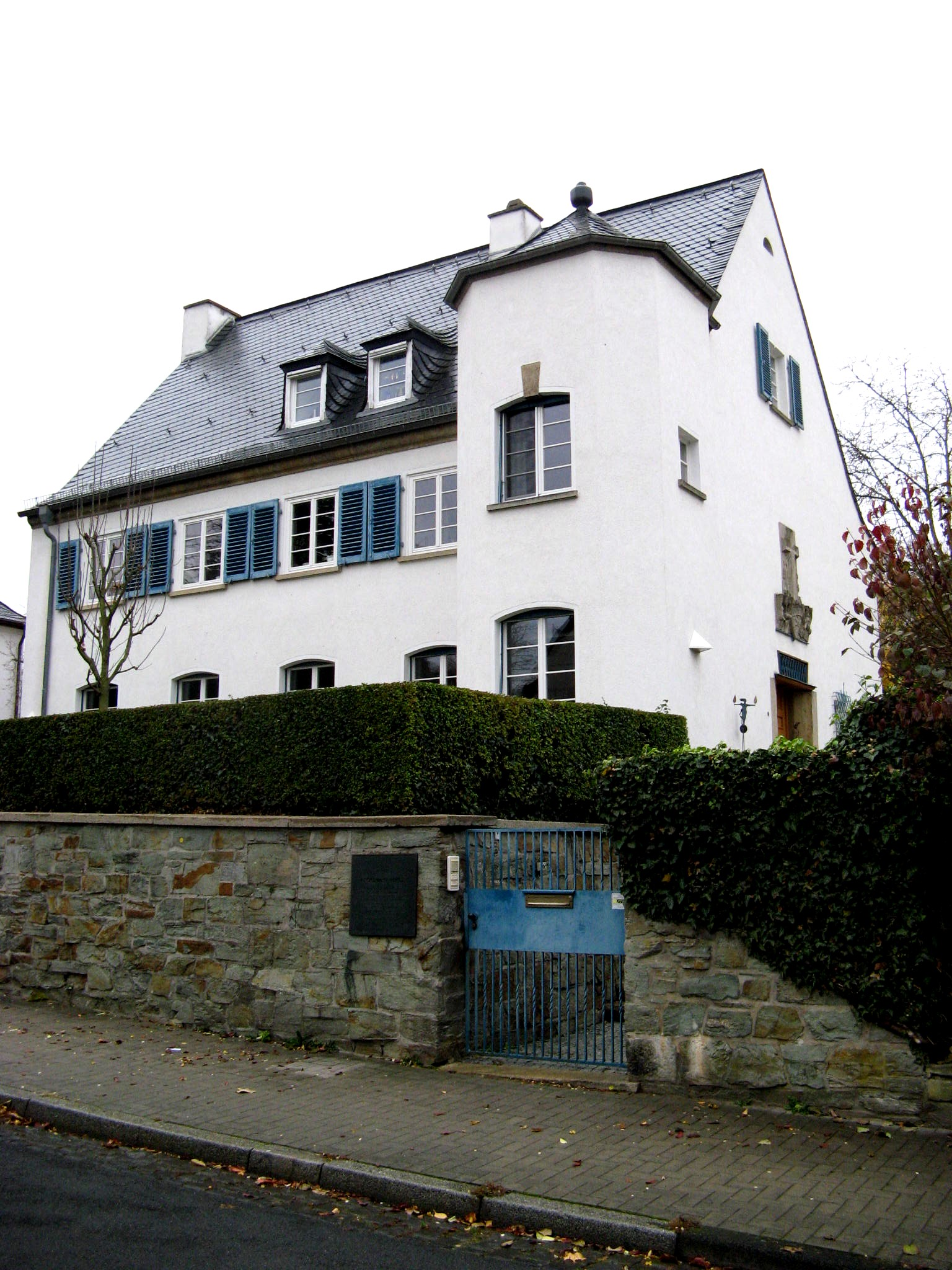
ニーメラーハウス
(ヴィースバーデン)

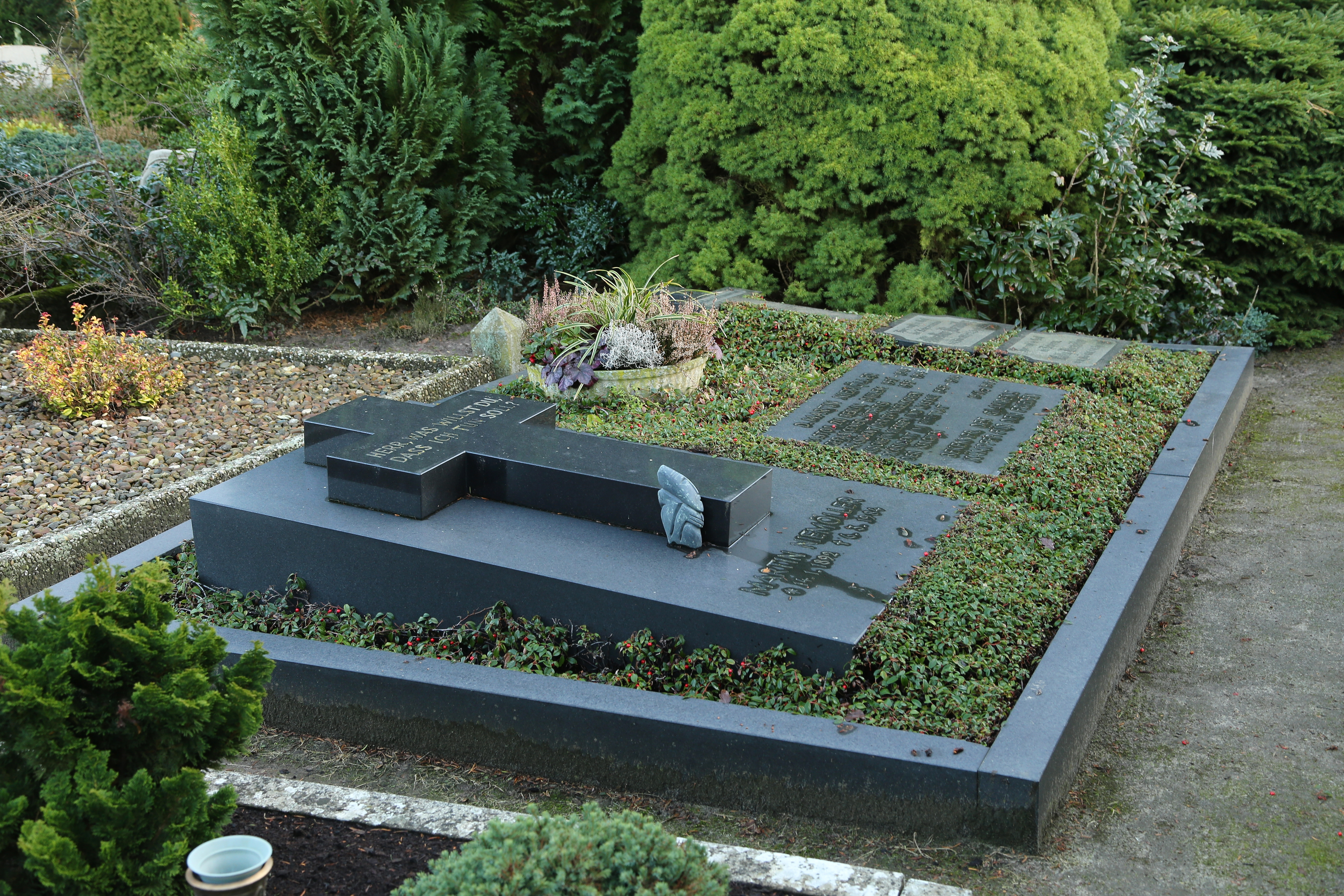
ロッテ ヴェルゼン地区にある
ニーメラー家の墓

ニーメラーは西ドイツをローマにおいて構想され、ワシントンで生まれたと見なして、その建国自体に嫌疑を表明した。西ドイツの再軍備、冷戦時代における教会の姿勢、並びに大国の軍事政策にも批判的であった。批判的な言葉で示された彼の政治に関する見解は忌避された。このような意見を表明した教会関係者はニーメラー以外にはいなかった。ニーメラーの批判的見解に関して、中立の立場を示す者はおらず、賛成者か敵対者に二分された。
1954年になると、ニーメラーはラディカルな平和主義の立場に移行した。そのために、彼は世界各地の共産党、共産主義者たちとの共闘に躊躇しなくなった。ニーメラーにとって、核兵器の時代における戦争は不条理な存在ではなく、キリスト教的に無責任な政治が招いた結果に過ぎなかった。1958年、西ドイツ国内で繰り広げられた反核運動の重要なメンバーになった 。
彼の目において、軍務に就くことはキリスト教信仰とは両立し得ないものになっていた。ニーメラーは和解と融和の意図を明確に示すために何度も海外に講演旅行をおこなった。厳しい政治的批判を受けたにもかかわらず、1952年にソ連を訪問した。この時はロシア正教会の招待を受け入れての訪問だった。
1957年、ドイツ平和協会の評議員に選出され、1958年には国際兵役反対連盟の会長にも選出された。1974年からドイツ平和協会の会長になった。1959年になると、兵士養成訓練を犯罪常習者にするための教練であると激しく攻撃した。ベトナム戦争中の1967年には北ベトナムを訪問し、最高指導者ホー・チ・ミンと面談した。 日本共産党系の日本平和委員会が加入している世界平和評議会の名誉議長を、1967年から務めていた。
1960年以降、キリスト教とユダヤ教に関する和解の必要性が語られ、ドイツ連邦共和国とイスラエル国家の国交樹立のために、ニーメラーも協力した。著名な教会指導者としてニーメラーが加わったならば、西ドイツの対イスラエル外交において大きな働きをすると思われたからであった。告白教会での経験と西ドイツ再軍備への反対者であるために、イスラエルとの国交樹立においてふさわしい人物としてニーメラーが浮上したのであった。1963年、ハイデルベルク大学の旧約聖書学教授ロルフ・レントロフは、西ドイツとイスラエルの間で意見交換する必要性を訴えるために、ボンのドイツ連邦議会に一緒に行くことをニーメラーに求めた。これに対して、ニーメラー自身はアラブ側の立場を考慮して、イスラエル問題にこれ以上深く立ち入れないとレントロフに答えた。キリスト者としての責任に裏打ちされたレントロフと他の神学者たちのイスラエル問題への取り組みであったが、ニーメラーは彼らとは行動を共にすることはなかった。「イスラエル国家との関係をどの程度まで進めるかどうかは、私にとって今でも分からないと」ニーメラーは書き記していた。
社会倫理において、ニーメラーは自身の生まれ育ったルター派の立場と改革派教会の影響の間で揺れ動いた。それゆえ、限られた枠内であったが独立した立場を好んだ。「イエス・キリストならどのように発言するだろうか」という思考パターンで、信仰的と見なす政治的決断を連発し、ニーメラーならではの思考が出来上がった。
高齢になって、ニーメラーは西ドイツの政治全体を激しく批判するようになった。1966年の大連立政権発足によって、議会内野党は富裕層の利益を擁護する自由民主党 (FDP)だけになり、批判的野党は議会から消えてしまった。その結果、ニーメラーはルディ・ドゥチュケらが率いた議会外反対勢力 (APO)を支持するようになった。その上、教会には改革勢力としての能力はないと判断して、ヘッセン・ナッサウ州教会総会に出席することも止めてしまった。
1960年代と70年代において、自由な批判を許さない共産主義、とりわけ、当時の社会主義勢力にも批判の矢を放った。1979年３月、第3回ラッセル法廷に陪審として加わり、西ドイツにおける人権侵害を弾劾した。1980年1月、ベルリン‐ダーレム聖アンネン教会付属墓地にあった自身の墓所区画を死去したルディ・ドゥチュケに譲った。
1971年、ニーメラーはシビラ・アウグスタ・ソフィア・フォン・ゼル (1923年－2013年、前夫ロス・ドナルドソンとは1968年離婚) と再婚し、ヴィースバーデン で没するまで共に生活した。ブレンターノ通り3番地にあったニーメラー邸は、現在はヘッセン州にある3つの福音主義州教会の管理下にある。マルティン・ニーメラーはオスナブリュック近郊のノルトライン・ヴェストファーレン州 ロッテのヴェルゼン地区にあるアルト・エヴァンゲーリシェン・フリートホーフにあるニーメラー家の墓に埋葬された。

## 栄典、表彰

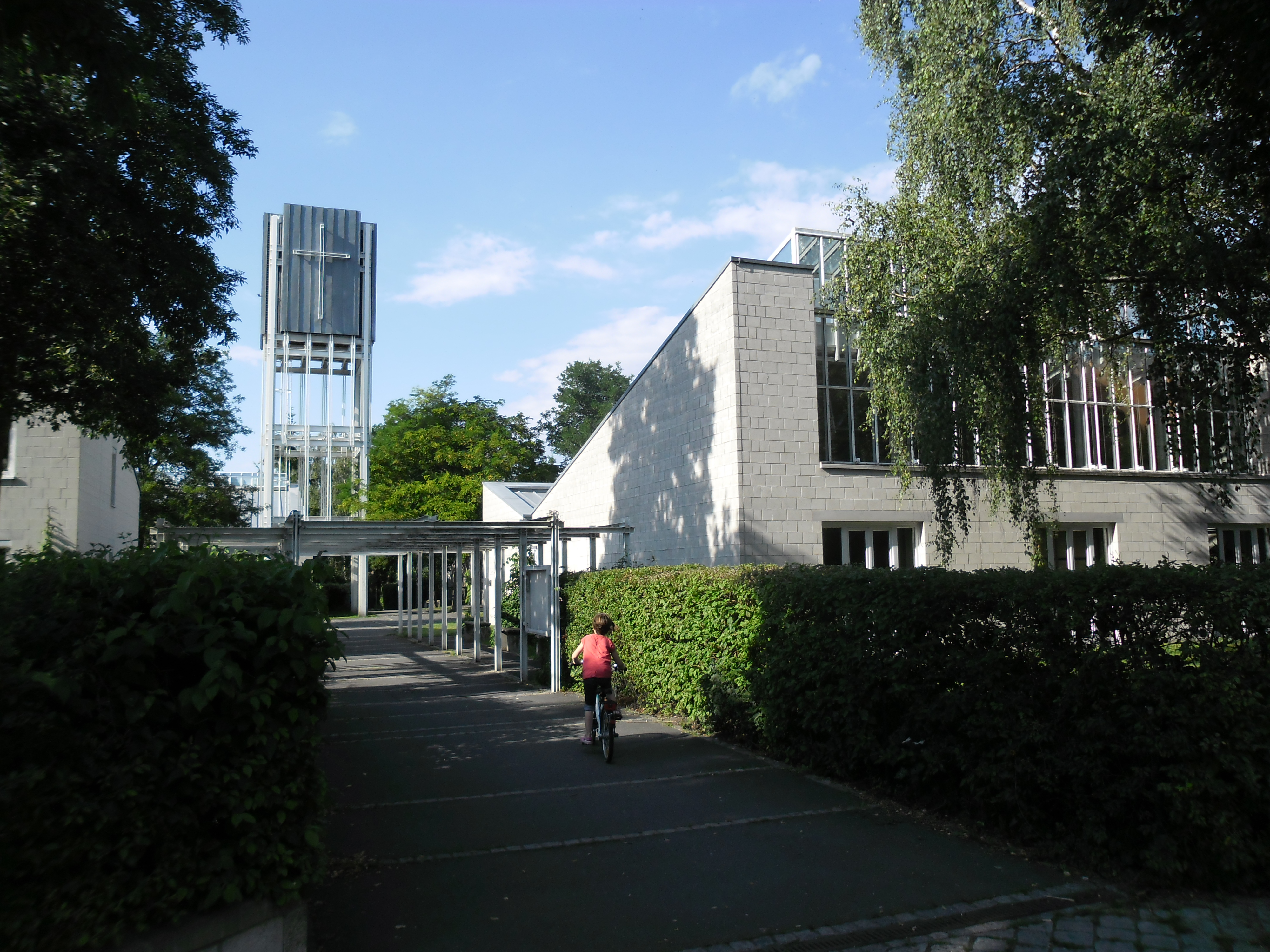
マルティン・ニーメラー教会
(右側建物)

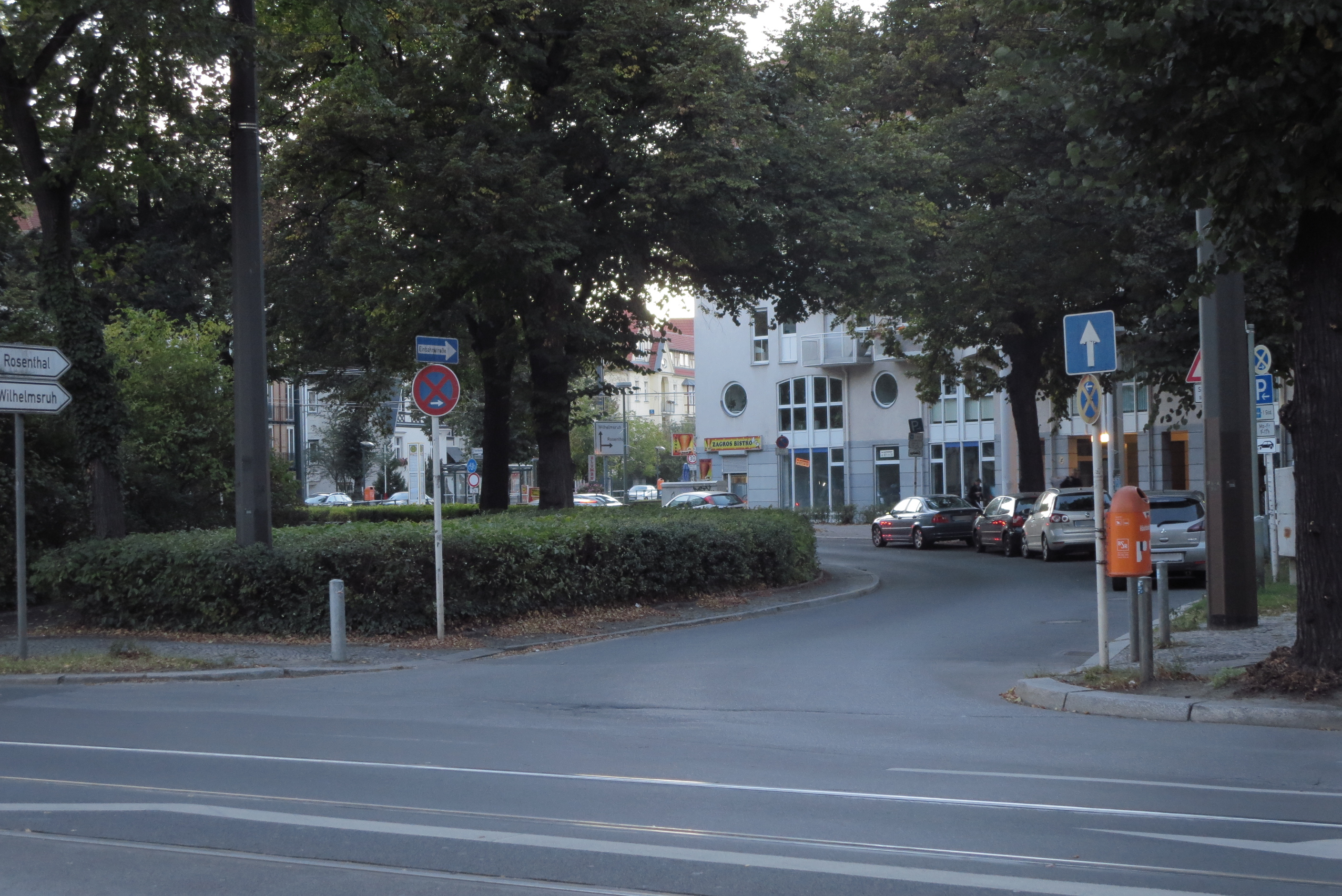
ベルリンのニーメラー牧師広場

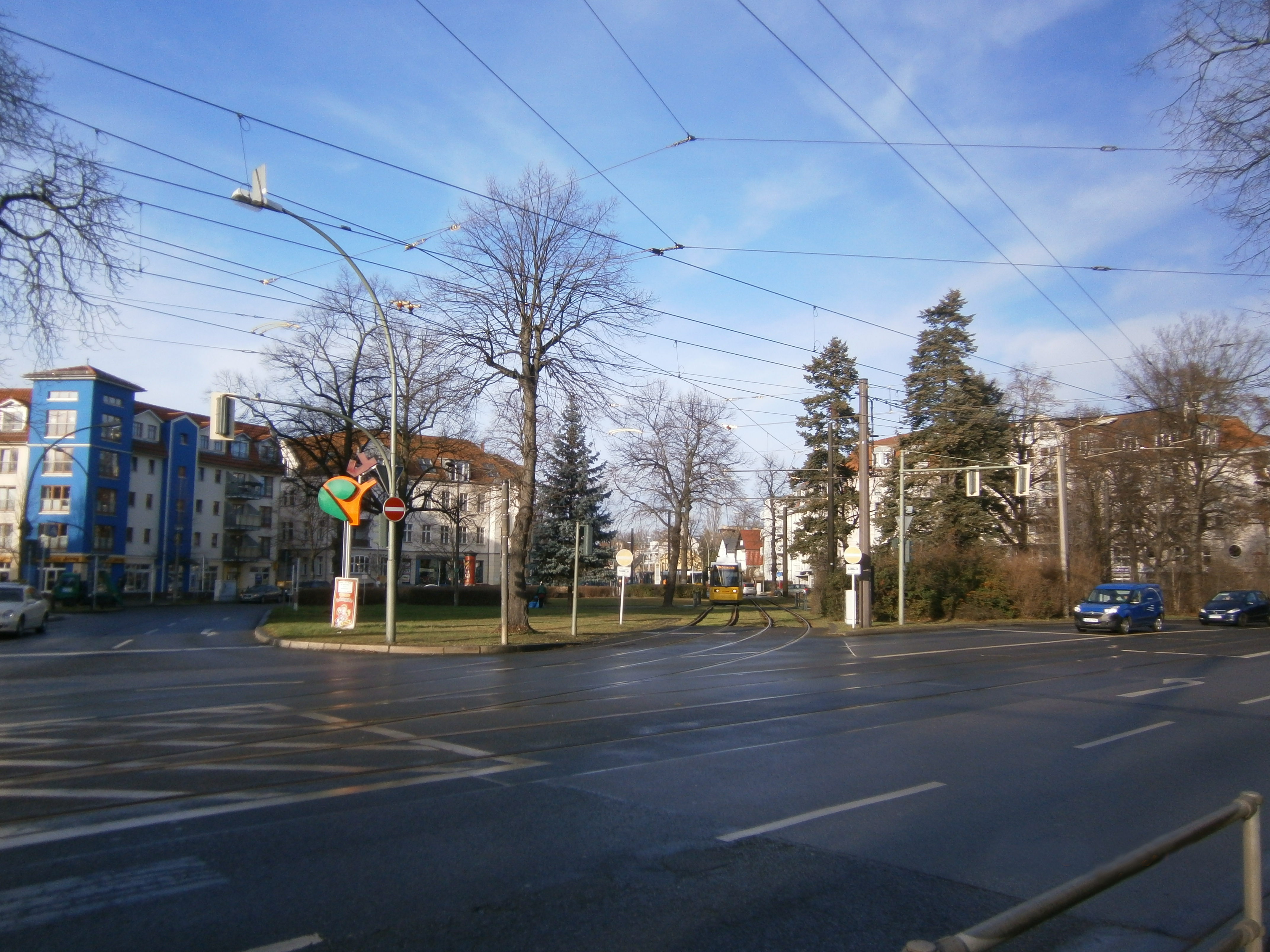
ニーメラー牧師広場横を通る
ベルリン市電

ニーメラーはキリスト教系奉仕事業に関するウィヘルン勲章を授与された。それ以外にも1966年にソ連からレーニン平和賞、1970年にドイツ連邦共和国功労勲章  (大十字章)、アルベルト・シュヴァイツァー平和賞、1977年に東ドイツからドイツ平和メダル金賞、1983年に人権擁護世界連盟からカール・フォン・オシエツキーメダルが授与された。世界各地大学から名誉博士号も授与されていた。ヘッセン州ヴィースバーデン市はニーメラーに名誉市民称号を1975年に授与した。
ニーメラーを顕彰して、バイエルン州 ニュルンベルク市には「マルティン・ニーメラー教会」という名称のルター派教会が建設された。ヘッセン州シュミッテンのアルノルツハイン地区にある福音主義アカデミー会議場にはニーメラーハウスという名称がつけられている。ベルリン‐ダーレムにはマルティン・ニーメラー・ハウスが開館している。 テューリンゲン州 イエナとヘッセン州リュッセルスハイム・アム・マインにもマルティン・ニーメラー・ハウスという教会施設がある。
ノルトライン・ヴェストファーレン州ビーレフェルトにはマルティン・ニーメラー・ゲザムトシューレ (総合制学校) 、ベルリンのリヒテンベルク区にはマルティン・ニーメラー・グルントシューレ (基礎学校) がある。

ドイツ全土にはマルティン・ニーメラーの名にちなんだ30以上の通り、広場がある。
ベルリン パンコウ区のニーダーシェーンハウゼンにはニーメラー牧師広場があり、ベルリン市電M1系統の電停も置かれ、車内では「パストアー・ニーメラー・プラッツ」とアナウンスされる。
マルティン・ニーメラー生誕100年を記念して1992年に、ドイツ連邦郵便は記念切手を発行した。

## 著書
- Vom U-Boot zur Kanzel. Martin Warneck, Berlin 1934 (Autobiografie). Volltext online Abgerufen am 24. Januar 2020
- mit Otto Dibelius: Die Staatskirche ist da! Denkschrift aus der Bekennenden Kirche. Druckhaus Ley & Wiegandt, Wuppertal-Barmen 1936.
- mit Otto Dibelius: Wir rufen Deutschland zu Gott. Martin Warneck, Berlin 1937.
- „… zu verkündigen ein gnädiges Jahr des Herrn!“ Sechs Dachauer Predigten. München 1946.
  - auf Englisch: God is my Fuehrer. The last 28 sermons. Vorwort Thomas Mann. Philosophical Library, NY 1941.
- Das Vermächtnis des deutschen Widerstandes. In: Ricarda Huch: Der lautlose Aufstand. Bericht über die Widerstandsbewegung des deutschen Volkes 1933–1945. Hrsg. [und eingeleitet] von Günther Weisenborn. Rowohlt, Hamburg 1953, S. 11–12.
- Dahlemer Predigten. Kritische Ausgabe. Hrsg. von Michael Heymel. Im Auftrag des Zentralarchivs der Evangelischen Kirche in Hessen und Nassau. Gütersloher Verlagshaus, Gütersloh 2011, ISBN 978-3-579-08128-1.
- Joachim Perels (Hrsg.): Martin Niemöller. Gewissen vor Staatsräson. Ausgewählte Schriften. Wallstein, Göttingen 2016, ISBN 978-3-8353-1700-0.
- Bibliographie. In: Biographisch-Bibliographisches Kirchenlexikon. Band 6, Herzberg 1993, Sp. 735–748.
- Gedanken über den Weg der christlichen Kirche. Gütersloher Verlagshaus, Gütersloh 2019 (hrsg. von Alf Christophersen und Benjamin Ziemann) ISBN 978-3-579-08544-9

### 和書
- ディートマール・シュミット 著、雨宮栄一 訳『マルティン・ニーメラー』新教出版社、1966年。

### 洋書
- James Bentley: Martin Niemöller. Oxford University Press 1984, ISBN 0-340-39273-8.
  - Deutsch: Martin Niemöller. Eine Biographie. Beck, München 1985. ISBN 3-406-30547-4.
- Wolfgang Gerlach: Als die Zeugen schwiegen. 2. Auflage. Institut Kirche und Judentum, Berlin 1993, ISBN 3-923095-69-4, S. 87 ff.
- Gerti Graff (Hrsg.): Unterwegs zur mündigen Gemeinde. Die evangelische Kirche im Nationalsozialismus am Beispiel der Gemeinde Dahlem. Bilder und Texte einer Ausstellung im Martin-Niemöller-Haus Berlin. 2. Auflage. Alektor, Stuttgart 1982, ISBN 3-88425-028-0.
- Michael Heymel: Martin Niemöller. Vom Marineoffizier zum Friedenskämpfer. Lambert Schneider, Darmstadt 2017, ISBN 978-3-650-40196-0.
- Carsten Nicolaisen: Niemöller, Martin. In: Biographisch-Bibliographisches Kirchenlexikon (BBKL). Band 6, Bautz, Herzberg 1993, ISBN 3-88309-044-1, Sp. 735–748. (Artikel/Artikelanfang im Internet-Archive)
- Carsten Nicolaisen: Niemöller, Emil Gustav Martin. In: Neue Deutsche Biographie (NDB). Band 19, Duncker & Humblot, Berlin 1999, ISBN 3-428-00200-8, S. 239–241 (電子テキスト版).
- Jan Niemöller: Geschichte eines Flügels. NR-Verlag, Usingen 1998, ISBN 3-00-002388-7.
- Matthias Schreiber: Martin Niemöller. 2. Auflage. Rowohlt, Reinbek 2008, ISBN 978-3-499-50550-8.
- Dietmar Schmidt: Martin Niemöller. Eine Biographie. Radius, Stuttgart 1983, ISBN 3-87173-648-1.
- Wolfram Wette: Seiner Zeit voraus. Martin Niemöllers Friedensinitiativen (1945–1955). In: Detlef Bald (Hrsg.): Friedensinitiativen in der Frühzeit des Kalten Krieges 1945–1955 (= Frieden und Krieg, 17). Essen 2010, S. 227–241.
- Doris Borchmeyer: Die Bekennende Kirche und die Gründung der Evangelischen Kirche in Hessen und Nassau, EKHN. Dissertation, Universität Gießen, 2010 (PDF).
- Jürgen Schmidt: Martin Niemöller im Kirchenkampf. Leibniz-Verlag, Hamburg 1971, ISBN 3-87473-004-2 (Volltext online)
- Benjamin Ziemann: Martin Niemöller. Ein Leben in Opposition. Deutsche Verlagsanstalt. München 2019 ISBN 978-3-421-04712-0